# Prix littéraires 2003
Liste des prix littéraires décernés au cours de l'année 2003 :

## Prix internationaux
- Prix Nobel de littérature : J. M. Coetzee (Afrique du Sud), écrit en anglais[1]
- Prix des cinq continents de la francophonie : Marc Durin-Valois (France) pour Chamelle
- Grand prix de littérature du Conseil nordique : Eva Ström (Suède) pour Revbensstäderna
- Grand prix littéraire d'Afrique noire : Kangni Alem (Togo) pour Cola Cola jazz.
- Prix littéraire international de Dublin : Orhan Pamuk (Turquie) pour Benim Adım Kırmızı (Mon nom est Rouge)
- Prix Pen-Hemingway : Justin Cronin pour Huit saisons, éd. Mercure de France.
- Prix littéraire des Caraïbes : Josaphat-Robert Large (Haïti) pour Les terres entourées de larmes (trilogie)
- Prix Carbet de la Caraïbe et du Tout-Monde : Monchoachi (France) pour l'ensemble de son œuvre
- Grand prix Metropolis bleu : Maryse Condé (France) pour l'ensemble de son œuvre
- Prix SACD de la dramaturgie francophone : Jalila Baccar (Tunisie) pour Araberlin
- Prix commémoratif Astrid-Lindgren : Maurice Sendak (États-Unis d'Amérique) et Christine Nöstlinger (Autriche)[2]

## Allemagne
- prix Heinrich-Böll : Anne Duden
- Prix Georg-Büchner :  Alexander Kluge
- Prix Friedrich-Hölderlin (Bad Homburg) : Monika Maron

## Belgique
- Prix Victor Rossel : Ariane Le Fort, pour Beau-fils
- Prix Victor Rossel des jeunes : Alain van Crugten, pour Korsakoff
- Prix Jean Muno : Chantal Deltenre, pour La plus que mère
- Prix littéraires de la Communauté française de Belgique :
  - Prix de la première œuvre : Diane Meur, pour La vie de Mardochée de Löwenfels écrite par lui-même
  - Prix triennal du roman : Jacqueline Harpman, pour La dormition des amants
  - Prix de la traduction littéraire : Laura Frausin Guarino
  - Prix du rayonnement des lettres à l'étranger : Donald Friedman
  - Prix Renaissance de la Nouvelle : Marie-Hélène Lafon, pour Liturgie
- Prix Marcel Thiry : Rossano Rosi, pour Approximativement

## Canada
- Grand prix du livre de Montréal : Lise Tremblay pour La Héronnière
- Prix Athanase-David : Michel van Schendel
- Prix du Gouverneur général : 
  - Catégorie « Romans et nouvelles de langue anglaise » : Douglas Glover pour Elle
  - Catégorie « Romans et nouvelles de langue française » : Élise Turcotte pour La Maison étrangère
  - Catégorie « Poésie de langue anglaise » : Tim Lilburn pour Kill-site
  - Catégorie « Poésie de langue française » : Pierre Nepveu pour Lignes aériennes
  - Catégorie « Théâtre de langue anglaise » : Vern Thiessen pour Einstein's Gift
  - Catégorie « Théâtre de langue française » : Jean-Rock Gaudreault pour Deux pas vers les étoiles
  - Catégorie « Études et essais de langue anglaise » : Margaret MacMillan pour Paris 1919: Six Months That Changed the World (Les artisans de la paix : Comment Lloyd George, Clemenceau et Wilson ont redessiné la carte du monde)
  - Catégorie « Études et essais de langue française » : Thierry Hentsch pour Raconter et mourir : aux sources narratives de l’imaginaire occidental
- Prix Giller : Margaret Atwood  pour Oryx and Crake (Le Dernier Homme)
- Prix Jean-Hamelin : Gaétan Soucy pour Music-Hall!
- Prix Robert-Cliche : Gilles Jobidon pour La route des petits matins

## Corée du Sud
- Prix de l'Association des poètes coréens : Oh Takbeon pour 벙어리장갑
- Prix Daesan
  - Catégorie « Poésie » : Kim Kwang-kyu pour Quand nous nous sommes rencontrés la première fois
  - Catégorie « Roman » : Song Giwon pour Parfum d'un homme
  - Catégorie « Traduction » : Kim Edeltrud et Kim Sun-ki pour Vögel
- Prix Dong-in : Kim Yeonsu pour Quand j'étais encore un enfant
- Prix de littérature contemporaine (Hyundae Munhak)
  - Catégorie « Poésie » : Ra Heeduk pour 마른 물고기처럼
  - Catégorie « Roman » : Jo Kyung-ran pour 좁은 문
  - Catégorie « Critique » : Lee Gwang-ho pour 굿바이! 휴먼-탈내향적 일인칭 화자의 정치성
- Prix Gongcho : Kim Ji-ha pour 절, 그 언저리
- Prix Hwang Sun-won : Bang Hyeon-seok pour 존재의 형식
- Prix Jeong Ji-yong : Ryu Gyeong-whan pour 낙산사 가는길 3
- Prix Kim Soo-young : Yi Yun-hak pour 꽃막대기와 꽃뱀과 소녀와
- Prix Manhae : Cho Jeong-rae, catégorie « Littérature »
- Prix Midang : Choi Seungho pour 텔레비전
- Prix Poésie contemporaine : Lee Jang-wook
- Prix de poésie Sowol : Chung Il-geun pour 둥근, 어머니의 두레밥상
- Prix Yi Sang : Kim In-sook pour Océan et papillon

## Espagne
- Prix Cervantes : Gonzalo Rojas
- Prix Prince des Asturies : Fatima Mernissi et Susan Sontag
- Prix Nadal : Andrés Trapiello, pour Los amigos del crimen perfecto (es)
- Prix Planeta : Antonio Skármeta, pour El baile de la Victoria
- Prix national des lettres espagnoles : Leopoldo de Luis
- Prix national de littérature narrative : Suso de Toro, pour Trece badaladas — écrit en galicien.
- Prix national de poésie : Julia Uceda (es), pour Julia Uceda
- Prix national de l'essai : Daniel Innerarity, pour La transformación de la política
- Prix national de littérature dramatique : Fernando Arrabal, pour Carta de amor (como un suplicio chino)
- Prix national de littérature d'enfance et de jeunesse : Mariasun Landa, pour Kokodriloa ohe azpian — écrit en basque.
- Prix Adonáis de poésie : Javier Vela (es), pour La hora del crepúsculo.
- Prix Anagrama : Josep Casals, pour Afinidades vienesas. Sujeto, lenguaje, arte
- Prix Loewe : Carlos Marzal (es), pour Fuera de mí
- Prix de la nouvelle courte Casino Mieres : Ignacio Díaz Hernández, pour La Mujer del Número Áureo
- Prix d'honneur des lettres catalanes : Antoni Maria Badia i Margarit
- Prix national de littérature de la Generalitat de Catalogne : Marius Sampere
- Journée des lettres galiciennes : Antón Avilés de Taramancos
- Prix de la critique Serra d'Or : 
  - Miquel de Palol i Muntanyola, pour La poesía en el Boudoir et Els proverbis, essai.
  - Damià Pons Pons (ca), pour Entre l'afirmació individualista i la desperta col·lectiva, étude littéraire.
  - Àngel Burgas (ca), pour Adéu, recueil de nouvelles.
  - Ferran Torrent i Llorca, pour Societat limitada, roman.
  - Teresa Pascual i Soler (ca), pour El temps en ordre, recueil de poésie.
  - Gabriel Sampol et Nicolau Dols, pour la traduction de Llibre del desassossec, de Fernando Pessoa.
  - Joaquim Sala-Sanahuja, pour Poemes de Fernando Pessoa, Poemes de Alberto Caeiro, Poemes de Álvaro de Campos, Odes de Ricardo Reis.

## États-Unis
- National Book Awards : 
  - Catégorie « Fiction » : Shirley Hazzard pour The Great Fire (Le Grand Incendie)
  - Catégorie « Essais» : Carlos Eire pour Waiting for Snow in Havana: Confessions of a Cuban Boy
  - Catégorie « Poésie » : C. K. Williams pour The Singing
- Prix Agatha : 
  - Catégorie « Meilleur roman » : Donna Andrews pour You've Got Murder
  - Catégorie « Meilleure nouvelle » :
- Prix Hugo :
  - Prix Hugo du meilleur roman : Hominids par Robert J. Sawyer
  - Prix Hugo du meilleur roman court : Coraline (Coraline) par Neil Gaiman
  - Prix Hugo de la meilleure nouvelle longue : Vie lente (Slow Life) par Michael Swanwick
  - Prix Hugo de la meilleure nouvelle courte : Falling Onto Mars par Geoffrey Landis
- Prix Locus :
  - Prix Locus du meilleur roman de science-fiction : Chroniques des années noires (The Years of Rice and Salt) par Kim Stanley Robinson
  - Prix Locus du meilleur roman de fantasy : Les Scarifiés (The Scar) par China Miéville
  - Prix Locus du meilleur roman pour jeunes adultes : Coraline (Coraline) par Neil Gaiman
  - Prix Locus du meilleur premier roman : Le Soleil du nouveau monde (A Scattering of Jades) par Alexander C. Irvine
  - Prix Locus du meilleur roman court : Le Tain (The Tain) par China Miéville
  - Prix Locus de la meilleure nouvelle longue : La Fille feu follet (The Wild Girls) par Ursula K. Le Guin
  - Prix Locus de la meilleure nouvelle courte : La Présidence d'octobre (October in the Chair) par Neil Gaiman
  - Prix Locus du meilleur recueil de nouvelles : La Tour de Babylone (Stories of Your Life and Others) par Ted Chiang
- Prix Nebula :
  - Prix Nebula du meilleur roman : La Vitesse de l'obscurité (The Speed of Dark) par Elizabeth Moon
  - Prix Nebula du meilleur roman court : Coraline (Coraline) par Neil Gaiman
  - Prix Nebula de la meilleure nouvelle longue : L'Empire de la crème glacée (The Empire of Ice Cream) par Jeffrey Ford
  - Prix Nebula de la meilleure nouvelle courte : What I Didn't See par Karen Joy Fowler
- Prix Pulitzer :
  - Catégorie « Fiction » : Jeffrey Eugenides pour Middlesex
  - Catégorie « Biographie et Autobiographie » : Robert Caro pour Master of the Senate: The Years of Lyndon Johnson
  - Catégorie « Essai » : Samantha Power pour "A Problem from Hell": America and the Age of Genocide
  - Catégorie « Histoire » : Rick Atkinson pour An Army at Dawn: The War in North Africa 1942–1943
  - Catégorie « Poésie » : Paul Muldoon pour Moy Sand and Gravel
  - Catégorie « Théâtre » : Nilo Cruz pour Anna in the Tropics

## Finlande
- Prix Aleksis-Kivi : non décerné
- Prix Kalevi-Jäntti : Juha Itkonen pour Myöhempien aikojen pyhiä
- Prix Eino-Leino : Tuomari Nurmio
- Prix de la littérature de l'État finlandais : Harri Tapper pour Pitkäsuisten suku
- Prix littéraire de la ville de Tampere : Sinikka Nopola pour Ei tehrä tästä ny numeroo, Johanna Sinisalo pour Sankarit
- Prix Tollander : Merete Mazzarella
- Prix Rudolf-Koivu : Mauri Kunnas
- Prix Topelius : Maijaliisa Dieckmann pour Luostarin Piritta
- Prix Mikael-Agricola : Kai Nieminen
- Médaille Anni-Swan : Sinikka Nopola, Tiina Nopola pour Heinähattu ja Vilttitossu
- Prix d'écriture Juhana-Heikki-Erkko : Jussi Hyvärinen ; mention : Mikko Myllylahti
- Médaille Kiitos kirjasta : Ranya Paasonen pour Auringon asema
- Prix Arvid-Lydecken : Johanna Venho pour Okulus ja yöihmiset
- Prix Kaarle : Tommy Tabermann
- Prix Pehr-Evind-Svinhufvud : Satu Koskimies
- Prix du grand club du livre finlandais : Seppo Jokinen
- Prix Pirkanmaan-Plättä : Katri Manninen pour Saku ja suuri suru
- Prix Väinö Linna : Kari Aronpuro
- Prix Pääskynen : Karl Grünn
- Prix Atorox : Tero Niemi et Anne Salminen, Ja Jumala kutoi mattoja omista hiuksistaan
- Prix Finlandia : Pirkko Saisio pour Punainen erokirja
- Prix Pikku-Finlandia : Harry Salmenniemi (fi)
- Prix Tieto-Finlandia : Antti Helanterä (fi), Veli-Pekka Tynkkynen (fi) pour Maantieteelle Venäjä ei voi mitään
- Prix Lea : Pirkko Saisio pour Tunnottomuus
- Prix Tähtivaeltaja : Tokio ei välitä meistä enää par Ray Loriga (en)
- Prix de l'ours dansant : Lauri Otonkoski pour Olo
- Prix littéraire Helsingin-Sanomat : Riku Korhonen pour Kahden ja yhden yön tarinoita
- Prix du livre chrétien de l'année : Anna-Maija Raittila
- Prix Laivakello : Tuula Sandström
- Prix Finlandia Junior : Arja Puikkonen pour Haloo kuuleeko kaupunki
- Prix Runeberg : Ranya Paasonen pour Auringon asema
- Prix Vuoden johtolanka : Taavi Soininvaara (fi) pour Koston komissio
- Prix Kaarina-Helakisa : Mauri Kunnas
- Prix Nuori Aleksis : Reko Lundán pour Ilman suuria suruja

## France
- Prix Goncourt : Jacques-Pierre Amette pour La Maîtresse de Brecht
  - Prix Goncourt du premier roman : Claire Delannoy pour La Guerre, l'Amérique
  - Prix Goncourt des lycéens : Yann Apperry, pour Farrago
- Prix Médicis : Hubert Mingarelli pour Quatre soldats
  - Prix Médicis étranger : Enrique Vila-Matas, Espagne pour Le Mal de Montano
  - Prix Médicis essai : Morts imaginaires de Michel Schneider
- Prix Femina : Dai Sijie pour Le Complexe de Di
- Prix Femina étranger : Magda Szabó pour La Porte
- Prix Renaudot : Philippe Claudel pour Les Âmes grises (Stock)
- Prix Interallié : Frédéric Beigbeder pour Windows on the World (Grasset)
- Grand prix de littérature de l'Académie française : Jean Raspail
- Grand prix du roman de l'Académie française : Jean-Noël Pancrazi pour Tout est passé si vite (Gallimard)
- Grand prix de la francophonie : Édouard J. Maunick
- Prix des Deux Magots : Michka Assayas pour Exhibition
- Prix Eugène-Dabit du roman populiste : Dominique Sampiero pour Le Rebutant
- Prix France Culture : Olivier Rolin pour Tigre en papier
- Prix du Livre Inter : Pierre Péju pour La Petite Chartreuse
- Grand prix RTL-Lire : L'Arrière-saison de Philippe Besson
- Prix du Quai des Orfèvres : Jérôme Jarrige pour le Bandit n'était pas manchot
- Prix Jean-Monnet de littérature européenne du département de la Charente : William Boyd (Grande-Bretagne) pour À livre ouvert[3]
- Grand prix des lectrices de Elle : William Boyd pour À livre ouvert (Seuil)
- Grand prix de l'Imaginaire « Roman » : Michel Pagel pour Le Roi d'août
- Grand prix de l'Imaginaire « Roman étranger » : Jamil Nasir pour La Tour des r êves
- Grand prix de l'Imaginaire « Nouvelle » : Robert Belmas et Claire Belmas pour À n'importe quel prix
- Grand prix de l'Imaginaire « Nouvelle étrangère » : Graham Joyce pour Les Nuits de Leningrad
- Prix des Libraires : Laurent Gaudé pour La Mort du roi Tsongor
- Prix Décembre : Régis Jauffret pour Univers, univers
- Prix du roman Fnac : Dix-neuf secondes de Pierre Charras
- Prix Rosny aîné « Roman » : Joëlle Wintrebert pour Pollen
- Prix Rosny aîné « Nouvelle » : (ex æquo) Jean-Jacques Girardot pour Gris et amer 1 : Les Visiteurs de l'éclipse et Sylvie Lainé pour Un signe de Setty
- Prix de Flore : Pierre Mérot pour Mammifères
- Prix Hugues-Capet : Jean de Viguerie pour Louis XVI, le roi bienfaisant
- Prix Utopia : Norman Spinrad, pour l¦ensemble de son œuvre
- Prix Al-phart d'honneur : Raymond Leblanc (lors du 30e festival d’Angoulème, il reçoit le premier prix attribué à un éditeur)
- Prix mondial Cino-Del-Duca : Nicole Le Douarin
- Prix RFO du livre : Nathacha Appanah (Maurice) pour Les Rochers de Poudre d'or

## Italie
- Prix Strega : Melania Mazzucco, Vita (Rizzoli)
- Prix Bagutta : Michele Mari, Tutto il ferro della Tour Eiffel, (Einaudi), Edoardo Sanguineti, Il gatto lupesco, (Feltrinelli) et Eva Cantarella, Itaca, (Feltrinelli)
- Prix Campiello : Marco Santagata, Il Maestro dei santi pallidi
- Prix Napoli : Antonio Pennacchi, Il fasciocomunista (Mondadori)
- Prix Stresa : Simonetta Agnello Hornby - La mennulara, (Feltrinelli)
- Prix Viareggio :
  - Roman : Giuseppe Montesano, Di questa vita menzognera
  - Essai : Salvatore Settis
  - Poésie : Roberto Amato, Les Cuisines Célestes
  - Prix spécial de la première œuvre : Gilberto Sacerdoti , Sacrifice et souveraineté

## Monaco
- Prix Prince-Pierre-de-Monaco : Philippe Jaccottet[4]

## Norvège
- Prix Brage :
  - Catégorie « Fiction pour adultes » : Inger Elisabeth Hansen, Trask
  - Catégorie « Livre pour les enfants et la jeunesse » : Helga Gunerius Eriksen et  Gry Moursund, Flugepapir
  - Catégorie « Livre de non-fiction » : Knut Kjeldstadli, Norsk innvandringshistorie I-III
  - Catégorie « Ouverte » : Torbjørn Færøvik pour Kina. En reise på livets elv (Littérature de voyage)
  - Catégorie « Prix d'honneur » : Karsten Alnæs

## Royaume-Uni
- Prix Booker : DBC Pierre pour Vernon God Little (Le Bouc hémisphère)
- Prix James-Tait-Black :
  - Fiction : Andrew O'Hagan pour Personality (Personnalité)
  - Biographie : Janet Browne pour Charles Darwin: Volume 2 - The Power of Place
- Orange Prize for Fiction : Valerie Martin pour Property (Maîtresse)
- Prix WH Smith : Donna Tartt pour The Little Friend (Le Petit Copain)
- Prix John-Llewellyn-Rhys : Daughters of Jerusalem de Charlotte Mendelson
- Médaille Carnegie : Jennifer Donnelly pour A Gathering Light
- Prix Rose-Mary-Crawshay : 
  - Jane Stabler pour Byron, Poetics and History
  - Claire Tomalin pour Samuel Pepys: The Unequalled Self
- Prix Somerset-Maugham : Hari Kunzru pour The Impressionist, Jon McGregor pour If Nobody Speaks of Remarkable Things

## Russie
- Prix Booker russe : Rubén Gallego pour Blanc sur noir

## Suisse
- Prix Lipp Suisse : Alberto Nessi pour Fleurs d'ombre, La Dogana[5]